# Lili Liliana
Lili Liliana, geborene Liliana Glasser (* 23. Oktober 1913 in Warschau; † 27. November 1989) war eine polnische Schauspielerin jüdischer Herkunft.

## Leben
Ab 1929 trat sie im Chor des Skala Theaters in Warschau auf während sie noch das Gymnasium besuchte. 1931 wurde sie von Moshe Broderzon für die Kleinkunstbühne Ararat engagiert. Später wechselte sie zum Novoshtshi-Theater. Sie heiratete den Schauspieler Leon Liebgold und arbeitete danach mit ihm zusammen an denselben Theatern.
Mit der Kabarettgruppe „Di yidishe bande“ ging sie 1937 auf eine Welttournee. Beim Ausbruch des Zweiten Weltkrieges befand sich die Theatertruppe in den Vereinigten Staaten von Amerika, wo sie dann auch während des Krieges blieben. Sie spielte in Theatern in Detroit und Chicago. 1943 wurde sie Mitglied der Yiddish Actor’s Union und spielte in New York während ihr Mann in der US-Armee diente.
Sie ist neben ihrem Mann auf dem Mount Hebron Cemetery in Flushing, Queens beerdigt.

## Filmografie
- 1923: Kule, które nie trafaja
- 1937: Der Dybbuk
- 1939: Kol Nidre
- 1941: Mazel Tov Yidden